# Landskapsregeringsledamot
Landskapsregeringsledamot var tidigare titeln på medlem av det självstyrda Ålands regering, Ålands landskapsregering. Landskapsregeringen kan ha mellan fem och åtta medlemmar. Från 1922 var namnet på organet Ålands landskapsnämnd, från 1950-talet var det Ålands landskapsstyrelse för att från 2004 bytas till Ålands landskapsregering. Titlarna var då "landskapsnämndsledamot" respektive "landskapsstyrelseledamot". Från och med den 1 mars 2010 benämns landskapsregeringens ledamöter som ministrar.